# 応道
応道（おうどう）は、南詔の尋閣勧の時代に使用された元号。809年。

## 西暦との対照表
| 応道 | 元年  |
| 西暦 | 809年 |
| 干支 | 己丑  |

## 他元号との対照表
| 応道 | 元年  |
| 唐   | 元和4 |